# Лонсбро, Анита
Анита Лонсбро (англ. Anita Lonsbrough, в замужестве Портер, англ. Porter; род. 10 августа 1941, Хаддерсфилд) — британская пловчиха, чемпионка летних Олимпийских игр 1960 года на дистанции 200 м брассом, чемпионка Игр Содружества и Европы.

## Биография
Анита Лонсбро родилась в 1941 году. Её отец служил в Индии, и там Анита научилась плавать. По возвращении в Англию начала плавать за клуб Huddersfield Borough Club. В 1958 году победила на Играх Британской империи и Содружества наций на дистанциях 220 ярдов брассом, а также в комбинированной эстафете 4×110 ярдов в составе сборной Великобритании. На летних Олимпийских играх 1960 года в Риме победила на дистанции 200 м брассом. Также победила на этой дистанции на чемпионате Европы по водным видам спорта 1962 года и завоевала серебряную медаль на дистанции 400 м комплексным плаванием. Принимала участие в летних Олимпийских играх 1964 года, после чего завершила карьеру. За свою спортивную карьеру она установила 6 мировых рекордов.
В 1960 и 1962 годах британский таблоид Daily Express назвал Лонсбро спортсменкой года. В 1962 году она стала первой женщиной, удостоенной премии BBC «Спортсмен года», в следующем году была удостоена звания члена ордена Британской Империи. В 1965 году вышла замуж за велосипедиста Хьюго Портера, с которым познакомилась в самолёте по дороге на Олимпийские игры 1964 года. Она работала тренером и спортивным комментатором. В 1983 году была включена в Зал Славы мирового плавания.